# 呉澄
呉 澄（ご ちょう、1249年 - 1333年）は、中国元代の学者。字は幼清。草廬先生と称せられる。

## 生涯
撫州崇仁県の出身。幼少より学問を好み、成長するにおよんで儒学を深く究め暇さえあれば書を著すことに専念した。中でも『易経』・『書経』・『詩経』・『春秋』などの校訂が多く、『草廬集』4巻が最も有名。当時一流の学者で彼に私淑するものとしては、程鉅夫・董士選・元明善などがあげられる。官職は応奉翰林文字・集賢直学士をへて翰林学士に至り、泰定元年（1324年）に初めて経筵が開かれると、平章政事の張珪や国子祭酒の鄧文原とともに講官に任命された。その後『英宗実録』編纂の事業が起こされた時に、呉澄は老齢をかえりみず総覧する役目を負い、実録が完成したすぐ後に病を得て没した。享年85。臨川郡公に追封された。文正と諡された。

## 著作
- 『呉文正集』100巻
- 『易纂言』10巻
- 『礼記纂言』36巻
- 『易纂言外翼』8巻
- 『春秋纂言』12巻
- 『孝経定本』1巻
- 『道徳真経注』4巻
- 『唐律刪要』